# Montví de Baix (urbanització)
Montví de Baix és una urbanització situada al nord del terme municipal de Moià, al costat oest de la carretera C59 en direcció a L'Estany. Es va crear originalment als anys 60, en els terrenys al voltant de la masia Montví de Baix.
Actualment, només el sector B1 està recepcionat per l'Ajuntament de Moià. El sector A1 està en procés de recepció, i pels sectors B2 i B3 s'està promovent un projecte de reparcel·lació i reurbanització a tal efecte.

## Història
La urbanització es creà als anys 60, a partir del Pla Parcial d'Ordenació aprovat el 1968 per l'Ajuntament de Moià, segons la normativa vigent en aquell temps (Ley del Suelo de 1956).
"Santiago Rubíes Acarín, agent de la Propietat Immobiliària, va adquirir la finca registral núm. 1729 i després la n. 1773, i en promou la redacció del Pla parcial d’ordenació del sector Montví de Baix, el qual fou aprovat definitivament al gener de 1968. La primera constància de venda d’una parcel·la, inscrita en el Registre de la Propietat, és de l’any 1967; a partir d’aleshores, el promotor va anar practicant segregacions i transmissions de diferents parcel·les amb aprofitament, i fins l’any 1987 no formalitza una cessió, a compte, dels sòls destinats a zones verdes i vials."

La població inicial era d'estiuejants que compraven parcel·les i construíen cases de segona residència.

"A Moià augmenta el nombre d’estiuejants i forasters, ja sigui per temporades llargues com els estiuejants de sempre a les noves urbanitzacions sorgides a l’entorn del nucli urbà o fent estades curtes de pocs dies i caps de setmana. Un exemple d’aquest fet és la construcció de la Urbanització de Montví de Baix, que s’inicia en 1964 amb l’aprovació per part de l’ajuntament del pla urbanístic i els primers permisos de construcció de torres a finals de 1965 i que al llarg dels anys aniria creixent fins a l’actualitat. Es publicitava com una ciutat residencial."

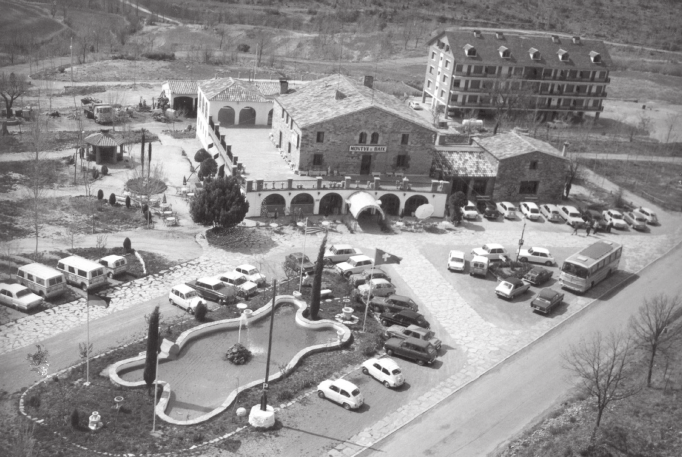
Urbanització de Montví de Baix, sector del restaurant, cap al 1970

La població ha experimentat un augment continu. El número d'habitants va passar de 230 l'any 2000 a 656 l'any 2022. Això pot ser degut a la construcció de cases noves però, per sobre de tot, a l'augment d'empadronaments: cases que abans eren utilitzades de segona residència per estiueig o caps de setmana, ara són primera residència.

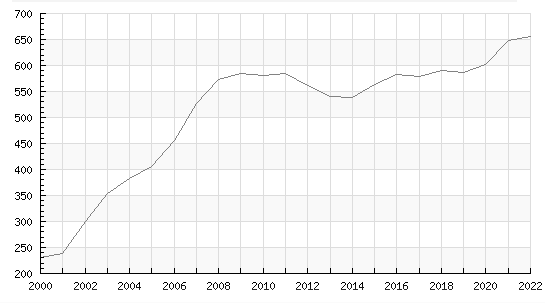
Evolució de la població de Montví de Baix des de l'any 2000 al 2022, segons dades de INE.

### Cronologia de plans d'ordenació urbanística
- 9/1/1967: Pla general d'ordenació de Moià (Comisión Provincial de Urbanismo)
- 22/1/1968: Pla parcial de Montví de Baix (Ajuntament)
- 1985: Pla General d’Ordenació Municipal de Moià (PGO)
- 1987: El promotor comença a formalitzar en escriptura pública les cessions de 62.398,69 m2 destinats a zones verdes i vials de la urbanització.
- 5/10/1988: S'aprova la delimitació en sectors A i B (Ajuntament)
- 14/6/1994: Pla Especial de Reforma Interior (PERI) de Montví de Baix (Ajuntament/Govern de la Generalitat)

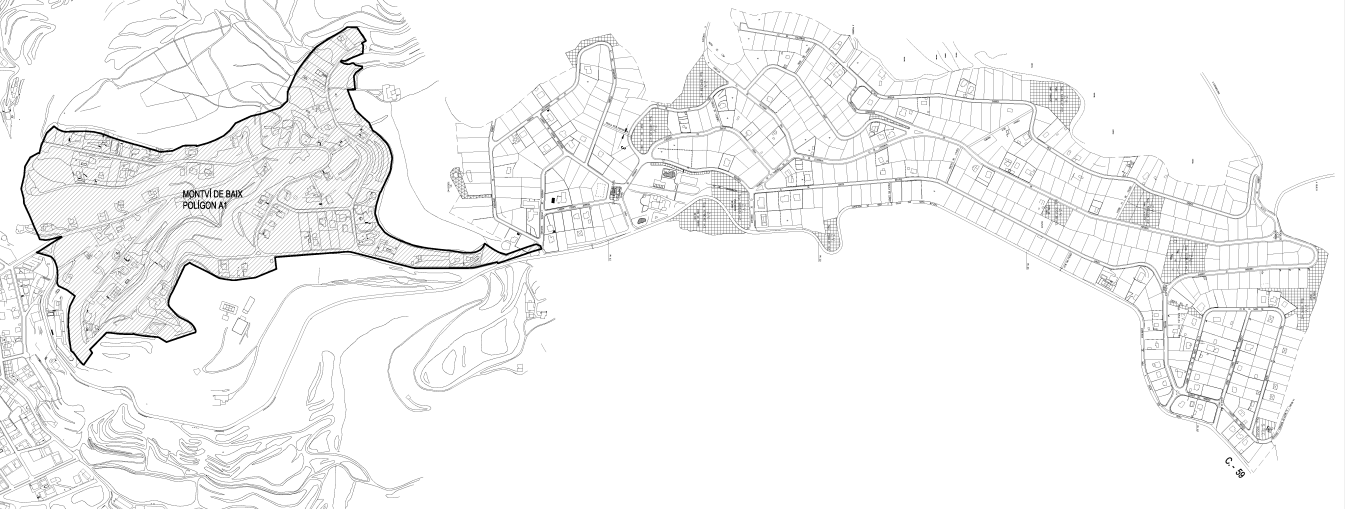
Parcel·lació segons PERI 1994

- Parcel·lació segons PERI 1994Entre el 2007 i el 2017 es promou un nou Pla d'Ordenació Urbanística Municipal (POUM), que finalment no acaba de redactar-se ni d'aprovar-se.
- 15/11/2007: Text refós de la Modificació Puntual 1/2006 PERI, referent al sector A1
- 2016: L'Ajuntament atura els permisos d'obra als sectors no recepcionats (A1, B2 i B3), fins que no es porti a terme la reparcel·lació i reurbanització d'aquests sectors.
- 07/10/2022: Aprovació inicial de la modificació del PERI de Montví de Baix, polígon A1

Així doncs, els plans vigents són el PGO de 1985 i el PERI de 1994 (amb diverses modificacions posteriors) 

## Llocs d'interés

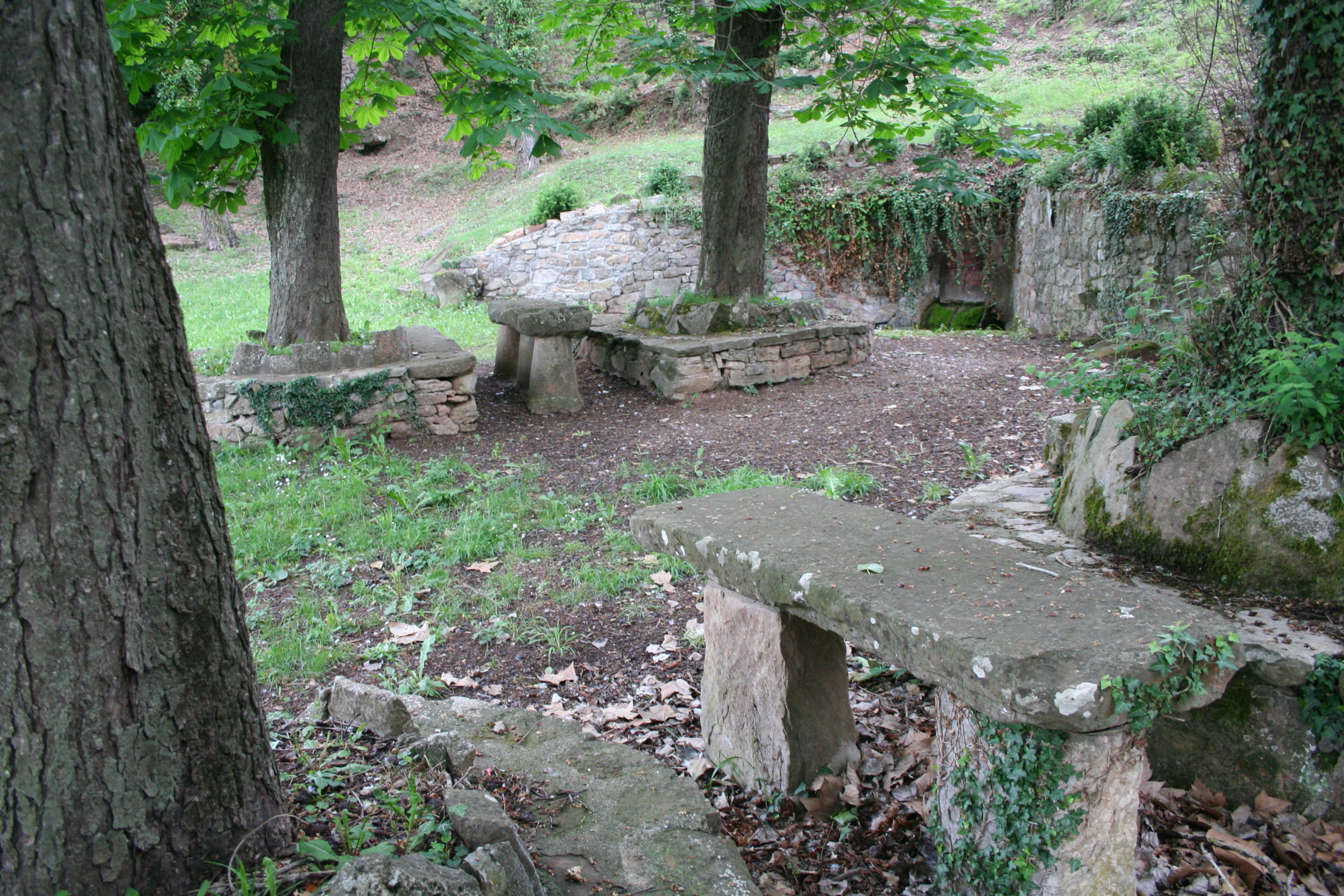
Font Montví de Baix

##### Font de Montví de Baix
Zona verda al mig de la urbanització amb una font que data de l'any 1770, una zona amb taules i bancs de pedra, i uns quants castanyers centenaris. És una zona ombrívola i refrescant.